# Testa di Wissembourg
La Testa di Wissembourg (in tedesco Christus von Weißenburg), nota anche come Cristo di Wissembourg, è un frammento di vetrata medievale di origine e datazione controverse, forse risalente alla fine del XII secolo proveniente dalla fase romanica della chiesa abbaziale di Wissembourg. È conservato nel Musée de l'Œuvre Notre-Dame di Strasburgo.

## Storia
Il frammento in forma di disco fu acquistato nel 1923 da Hans Haug da un collezionista privato di Strasburgo per il Musée de l'Œuvre Notre-Dame. Il venditore aveva a sua volta acquistato il disco da Charls Winkler, un altro collezionista di Strasburgo, ma la precedente provenienza è sconosciuta. Mentre era nella collezione Wikler, il disco era stato notato e pubblicato nel 1901 dal pittore su vetro Fritz Geiges, riportando l'affermazione dei proprietari secondo cui il frammento proveniva dalla chiesa romanica antecedente all'attuale chiesa dei Santi Pietro e Paolo del monastero benedettino di Weissenburg. Questa attribuzione di provenienza, in realtà non supportata da fonti certe, ha accompagnato la storia successiva del manufatto.

## Descrizione
Il disco ha un diametro di circa 25 cm e mostra al centro la testa di un uomo barbuto, in vista frontale e con occhi fissi. La grisaglia è stata applicata in tre strati di diversa intensità. Questa tecnica artigianale fu descritta a suo tempo dal monaco e scrittore tedesco Teofilo. La zona del nimbo è realizzata in vetro colorato di blu, la zona della spalla è realizzata in vetro colorato di rosso. Queste tre aree rappresentano anche tre diverse fasi temporali del frammento:
- Stilisticamente, il ritratto è romanico e originale, anche se i contorni neri che caratterizzano il volto sono stati parzialmente ripassati durante restauri successivi;
- I settori blu sono più recenti rispetto al ritratto;
- I settori rossi sono un'aggiunta del XIX secolo.

## Stile

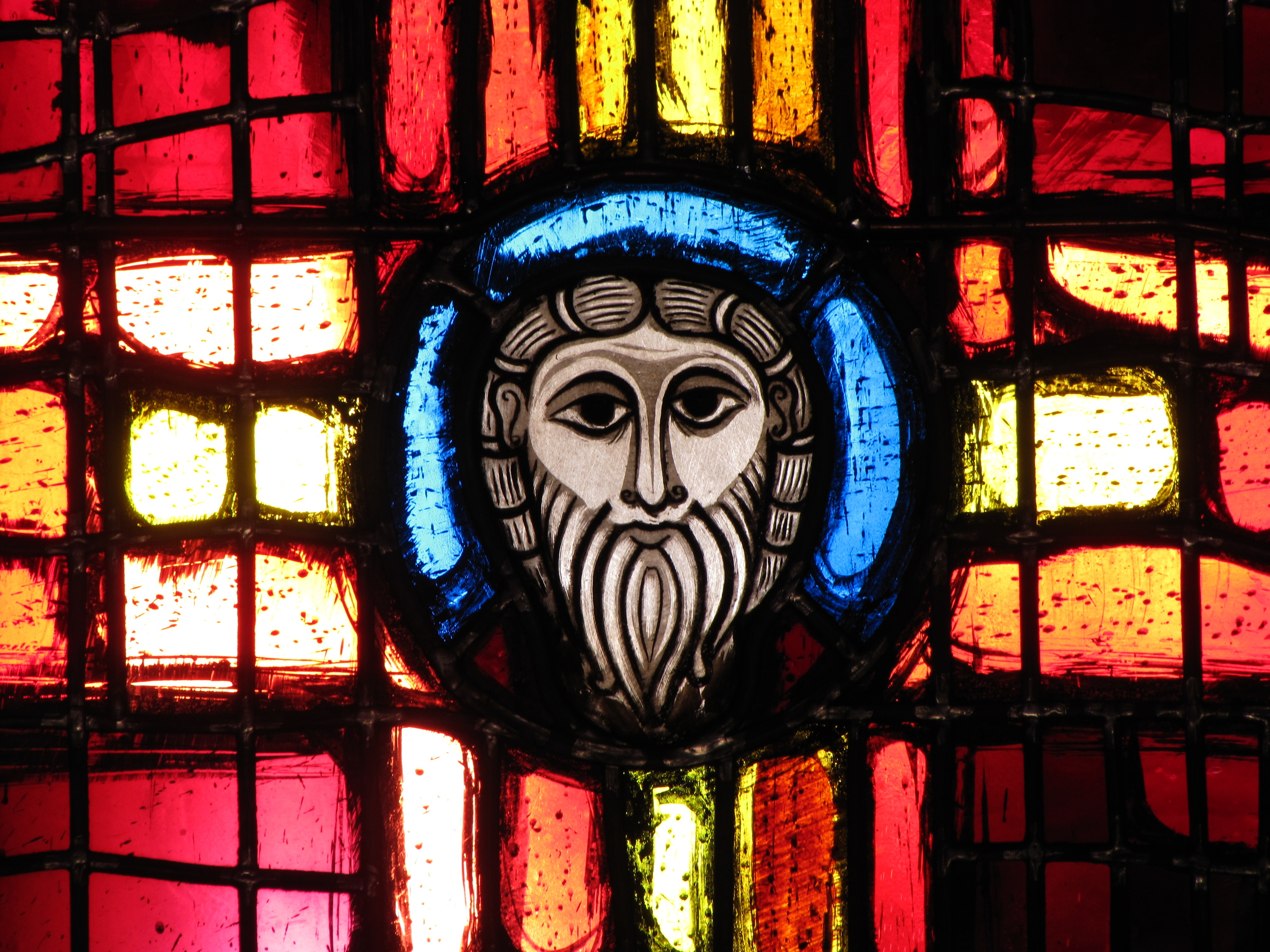
Vetratura moderna basata sul motivo del Cristo nella cappella romanica di Wissembourg

L'identificazione dell'uomo con Cristo, da cui il nome con cui il frammento è spesso conosciuto o indicato, è pura speculazione e non v'è alcun dettaglio che supporti un'identificazione certa. Secondo le usanze iconografiche dell'epoca, la raffigurazione di Cristo reca sempre un'aureola con una croce. Tuttavia, poiché l'aureola originale non è stata conservata, non è più possibile stabilirlo.
La datazione del frammento è controversa. Tradizionalmente, la creazione della vetrata da cui proviene il frammento è stata riferita al cantiere della chiesa romanica dell'abbazia di Wissembourg, consacrata nel 1074. Questa datazione, ritenuta troppo precoce, è stata contraddetta su basi stilistiche e spostata più avanti, al XII secolo. Studi dei primi anni del XXI secolo hanno infatti avvicinato il Cristo ad altri volti del cantiere romanico dell'abbazia di Wissembourg, ossia alcuni mascheroni ornamentali nel muro del transetto della chiesa, sopravvissuto alle successive ricostruzioni, e a una Madonna col Bambino originariamente nel rosone del braccio nord, tutte opere della fine del XII secolo.
Il frammento è stato confrontato alla cosiddetta Testa di Lorsch, ricomposizione di frammenti di una vetrata dell'abbazia di Lorsch e databile probabilmente alla metà dell'XI secolo. Il Cristo di Wissembourg è assegnabile a un periodo successivo al frammento di Lorsch.
Il 16 giugno 1990 le Poste francesi emisero un francobollo raffigurante il Cristo di Wissembourg.
In ragione della sua tradizionale correlazione con l'abbazia di Wissembourg, nella cappella romanica di Wissembourg, una delle ultime vestigia medievali del complesso, una replica del pannello è stata incorporata nella vetrata moderna dell'abside.